# Fokker F28 Fellowship
Fokker F28 Fellowship — нидерландский ближнемагистральный авиалайнер. Совместная разработка нескольких европейских авиапроизводителей. Серийно выпускался с 1967 по 1987 годы в нескольких модификациях. Построен 241 самолёт.

## Разработка самолёта
В разработке самолёта, начатой в 1962 году, приняло участие несколько ведущих европейских производителей авиатехники: Fokker, MBB (ФРГ), Fokker-VFW (ФРГ), и Short Brothers (Великобритания). Правительственное финансирование распределялось следующим образом: правительство Нидерландов владело 50 % от доли компании Fokker, а правительство ФРГ — 60 % от общих 35 % вклада Германии в проект.
Ближнемагистральный авиалайнер был спроектирован для перевозки 60-65 человек на дальность до 1650 км. Изначально планировалась установка британских ТРДД Bristol Siddeley BS.75, затем было решено устанавливать более лёгкие двигатели Rolls-Royce «Spey Junior», упрощённый вариант ТРДД Rolls-Royce Spey.
Новый самолет F28 по своей компоновке во многом был подобен лайнерам BAC 1-11 и DC-9. В конструкции использовалось Т-образное хвостовое оперение, элероны, смещённые к законцовкам крыла небольшой стреловидности, упрощенные закрылки. В хвостовой части самолёта находился регулируемый двухстворчатый аэродинамический тормоз.
Распределение разработки и производства частей самолёта по участникам проекта было следующим: Fokker — носовая и центральная секции фюзеляжа и внутренняя часть крыла; MBB/Fokker-VFW — передняя, задняя и хвостовая часть фюзеляжа; Shorts — внешняя часть крыла.
Окончательная сборка Fokker F28 производилась на предприятии рядом с аэропортом Амстердама (Schiphol Airport).

## Модификации
Прототип F28-1000 совершил первый полёт 9 мая 1967 года. Самолёт получил сертификацию в ФРГ в феврале 1969 года. Начало регулярной эксплуатации самолёта — 28 марта 1969 года, авиакомпания Braathens. Грузовая модификация этой машины обозначалась F28-1000С.
К 1971 году была разработана новая модификация самолёта — F28-2000 с удлинённым фюзеляжем и пассажировместимостью до 79 человек (против 65 в F28-1000).
Позже была разработана модификация F28-3000 — с укороченным фюзеляжем от серии 1000, упрочнённой конструкцией и большей дальностью. Главным эксплуатантом этой серии была авиакомпания Garuda Indonesia.
Наибольшим коммерческим успехом пользовалась модификация F28-4000. Самолёты этой серии начали регулярно эксплуатироваться с октября 1976 г. авиакомпанией Linjeflyg. Самолет отличался удлинённым фюзеляжем и пассажировместимостью до 85 человек. Был увеличен размах крыльев, изменена конструкция фюзеляжа и кабины, установлены менее шумные двигатели Spey 555-15H.
Модификация F28-6000, сертифицированная в конце 1975 года, отличалась удлинённым фюзеляжем, взятым от моделей 2000/4000, увеличенным размахом крыльев и установкой предкрылков.
Всего, к завершению производства самолёта в 1987 году, была выпущена 241 машина.
К настоящему времени большая часть машин этого типа уже списаны.

## Лётно-технические характеристики (F28-4000)
- Экипаж: 2-3
- Пассажировместимость: до 85
- Длина: 29.6 м
- Размах крыльев: 25.1 м
- Высота: 8.5 м
- Площадь крыла: 79.0 м²
- Вес (пустой): 17 640 кг
- Максимальный взлетный вес: 33110 кг
- Силовая установка: 2х ТРДД Rolls-Royce RB183 Spey Mk555
- Крейсерская скорость: 843 км/ч
- Дальность: до 1850 км
- Практический потолок: 10 700 м

## Аварии и катастрофы
По состоянию на 10 января 2020 года в общей сложности в результате катастроф и серьёзных аварий были потеряны 45 самолётов Fokker F-28 Fellowship. Fokker F-28 Fellowship пытались угнать 3 раза, при этом никто не погиб. Всего в этих происшествиях погибли 775 человек.
| Дата       | Бортовой номер | Место происшествия     | Жертвы  | Краткое описание |
| ---------- | -------------- | ---------------------- | ------- | --- |
| 19.09.1972 | PH-FPT         | Порт-Харкорт           | 0/н.д.  | Выкатился за пределы взлётной полосы и получил серьёзные повреждения. Списан.                                          |
| 23.12.1972 | LN-SUY         | Аскер                  | 40/45   | При заходе в посадку врезался в гору из-за ошибок экипажа.                                                             |
| 28.12.1972 | EC-BVC         | Бильбао                | 0/4     | Совершил жёсткую посадку в плохую погоду, выкатился за пределы ВПП и разломился на три части.                          |
| 01.01.1974 | I-TIDE         | Турин                  | 38/38   | Рухнул на землю в 2 километрах от ВПП при посадке в тумане.                                                            |
| 26.01.1974 | TC-JAO         | Измир                  | 66/73   | Разбился после взлёта из-за обледенения крыльев.                                                                       |
| 30.01.1975 | TC-JAP         | Стамбул                | 42/42   | Упал в воду при заходе на посадку.                                                                                     |
| 09.04.1975 | I-TIDA         | Бергамо                | 0/31    | Потерпел аварию при взлёте.                                                                                            |
| 24.09.1975 | PK-GVC         | Палембанг              | 1+25/61 | Разбился во время посадки в сложных погодных условиях.                                                                 |
| 15.11.1975 | LV-LOB         | Конкордия              | 0/60    | При посадке задел деревья.                                                                                             |
| 01.03.1978 | 5N-ANA         | Кано                   | 2+16/16 | Столкнулся в воздухе с Миг-21 ВВС Нигерии.                                                                             |
| 06.03.1979 | PK-GVP         | Проболинго             | 4/4     | Врезался в гору. |
| 11.07.1979 | PK-GVE         | Сибаяк                 | 61/61   | При посадке врезался в гору.                                                                                           |
| 23.12.1979 | TC-JAT         | Анкара                 | 41/45   | Врезался в склон холма при посадке.                                                                                    |
| 11.05.1981 | 9G-ACA         | Аккра                  | 0/2     | Совершил жёсткую посадку.                                                                                              |
| 06.10.1981 | PH-CHI         | Мурдейк                | 17/17   | Разрушился в воздухе после попадания в смерч.                                                                          |
| 20.03.1982 | PK-GVK         | Таджункаранг           | 27/27   | Во время посадки в дождь жёстко сел на поле в 700 метрах от ВПП.                                                       |
| 02.06.1983 | PK-GFV         | Бандар-Лампунг         | 3/61    | Не смог взлететь и выкатился за пределы ВПП.                                                                           |
| 28.11.1983 | 5N-ANF         | Энугу                  | 53/72   | Разбился при заходе на посадку.                                                                                        |
| 28.03.1985 | FAC-1140       | Флоренсия              | 46/46   | Врезался в гору в тумане.                                                                                              |
| 25.10.1988 | OB-R-1020      | Хульяка                | 12/69   | Разбился сразу после взлёта.                                                                                           |
| 10.03.1989 | C-FONF         | Драйден                | 24/69   | Рухнул в лес вскоре после взлёта из-за обледенения крыльев.                                                            |
| 16.08.1989 | TC-51          | Сан-Карлос-де-Барилоче | 0/65    | Потерпел аварию при взлёте.                                                                                            |
| 06.10.1989 | н.д.           | Бангкок                | 0/85    | Захвачен двумя студентами. После освобождения были обнаружены два взрывных устройства. Самолёт повреждений не получил. |
| 25.11.1989 | HL7285         | Сеул                   | 0/48    | Не смог взлететь из-за обледенения, выкатился за пределы ВПП и загорелся.                                              |
| 30.12.1989 | TU-TIK         | Ман                    | 0/70    | Выкатился за пределы ВПП и разломился. Пострадали 40 человек.                                                          |
| 06.02.1990 | LV-MZD         | Вилья-Хесель           | 0/90    | Заходил на посадку с повышенной скоростью. Выкатился за пределы ВПП и загорелся.                                       |
| 22.03.1992 | N485US         | Нью-Йорк               | 27/51   | Из-за обледенения крыльев во время взлёта рухнул в залив Флашинг.                                                      |
| 01.07.1993 | PK-GFU         | Соронг                 | 41/43   | При посадке из-за ошибок экипажа левым крылом и шасси зацепил склон горы, разрушился и рухнул в воду.                  |
| 01.07.1994 | 5T-CLF         | Тиджикжа               | 80/93   | Жёстко сел на ВПП из-за сложных погодных условий.                                                                      |
| 12.10.1994 | EP-PAV         | Натанз                 | 66/66   | Отказ обоих двигателей из-за загрязнения авиатоплива.                                                                  |
| 30.11.1994 | PK-GKU         | Семаранг               | 0/85    | Во время сильного дождя выкатился за пределы ВПП и разломился на 3 части.                                              |
| 31.05.1995 | P2-ANB         | Маданг                 | 0/39    | Совершил жёсткую посадку.                                                                                              |
| 07.10.1997 | TN-ACP         | Браззавиль             | 0/0     | Попал под обстрел на стоянке в аэропорту.                                                                              |
| 16.11.1997 | P2-ANH         | Лаэ                    | 0/45    | Выкатился за пределы ВПП.                                                                                              |
| 22.12.1997 | S2-ACJ         | Силхет                 | 0/89    | Приземлился до ВПП в условиях тумана.                                                                                  |
| 15.05.1998 | PK-MGT         | Кендари                | 0/64    | Прерванный взлёт, выкатился за пределы ВПП.                                                                            |
| 16.05.1998 | PK-VFY         | Сингапур               | 0/80    | Выкатился за пределы ВПП.                                                                                              |
| 18.07.2000 | EP-PAU         | Ахваз                  | 0/88    | Совершил жёсткую посадку.                                                                                              |
| 09.01.2003 | OB-1396        | Чачапояс               | 46/46   | Врезался в гору из-за ошибок экипажа.                                                                                  |
| 17.01.2003 | HC-BMD         | Кито                   | 0/77    | Прерванный взлёт, выкатился за пределы ВПП и загорелся.                                                                |
| 11.08.2003 | PK-GFT         | Джакарта               | 0/24    | При посадке подломилась стойка шасси.                                                                                  |
| 07.12.2003 | 5Y-NNN         | Локичоджио             | 0/27    | Выкатился за пределы ВПП.                                                                                              |
| 08.10.2004 | S2-ACH         | Силхет                 | 0/83    | Выкатился за пределы ВПП.                                                                                              |
| 07.04.2005 | HC-CDA         | Кока                   | 0/65    | Выкатился за пределы ВПП.                                                                                              |
| 22.09.2008 | HC-CDT         | Кито                   | 0/66    | Выкатился за пределы ВПП.                                                                                              |
| 06.06.2009 | XY-ADW         | Ситуэ                  | 0/68    | Выкатился за пределы ВПП. Пострадали 3 человека.                                                                       |